# ميشيل مي
ميشيل مي (بالفرنسية: Michel Hmaé)‏ (مواليد 21 مارس 1978) لاعب كرة قدم كاليدوني دولي يجيد اللعب في خط الهجوم . يلعب حاليا لصالح نادي مون دور الكاليدوني .

## روابط خارجية
- ميشيل مي على موقع الاتحاد الدولي (مؤرشف)  (الإنجليزية)
- ميشيل مي على موقع قاعدة بيانات كرة القدم.إي يو (الإنجليزية)
- ميشيل مي على موقع ناشيونال فوتبول تيمز (الإنجليزية)